# Instituto Nacional del Agua
El Instituto Nacional del Agua es un organismo descentralizado del estado argentino dedicado a la investigación y desarrollo en temas hídricos. Depende de la Secretaría de Obras Públicas.
Fue creado en 1973 bajo el nombre de Instituto Nacional de Ciencia y Técnica Hídricas (INCYTH).

## Subgerencias
El INA está conformado por las siguientes subgerencias:
| Denominación                          | Sede                 | Titular                    |
| ------------------------------------- | -------------------- | -------------------------- |
| Laboratorio de Hidráulica             | Ezeiza, Buenos Aires | Pablo Ezequiel García      |
| Servicios Hidrológicos                | Ezeiza, Buenos Aires | José Miguel Casado         |
| Centro de Tecnología del Uso del Agua | Ezeiza, Buenos Aires | Yanina El Kassisse         |
| Centro Regional Litoral               | Santa Fe             | Melina Devercelli          |
| Centro Regional Andino                | Mendoza              | Santiago José Ruiz Freites |
| Centro de la Región Semiárida         | Córdoba              | Marta Susana Juliá         |
| Centro Regional de Aguas Subterráneas | San Juan             | Leandro Aníbal Salvioli    |

## Autoridades
Las autoridades actuales son:
- Presidente: Andres Rodriguez
- Gerente de Programas y Proyectos: -
- Subgerencia de Administración: Liliana Sola
- Subgerencia de Recursos Humanos: Luciana G. Cobarbo
- Tesorería: Adriana Molinaro
- Gestión Técnica: María de las Mercedes Curbello
- Asesoría Jurídica: Norberto Dal Lago